# 鬼禱
《鬼禱》（英語：Prey for the Devil）是一部2022年美國恐怖電影，由丹尼爾·斯塔姆執導、羅伯特·扎皮亞（Robert Zappia）編劇，由賈桂琳・拜爾斯和科林·薩爾蒙主演。
《鬼禱》由獅門影視公司排定於2022年10月28日美國上映。口碑負面居多。

## 外部連結
- 官方网站
- 互联网电影数据库（IMDb）上《鬼禱》的资料（英文）
- 爛番茄上《鬼禱》的資料（英文）
- AllMovie上《鬼禱》的资料（英文）
- Metacritic上《鬼禱》的資料（英文）
- 開眼電影網上《鬼禱》的資料（繁體中文）
- 豆瓣电影上《鬼禱》的資料 （简体中文）